# Onycocaris spinosa
Onycocaris spinosa är en kräftdjursart som beskrevs av Fujino och Miyake 1969. Onycocaris spinosa ingår i släktet Onycocaris och familjen Palaemonidae. Inga underarter finns listade i Catalogue of Life.